# Roland Orzabal

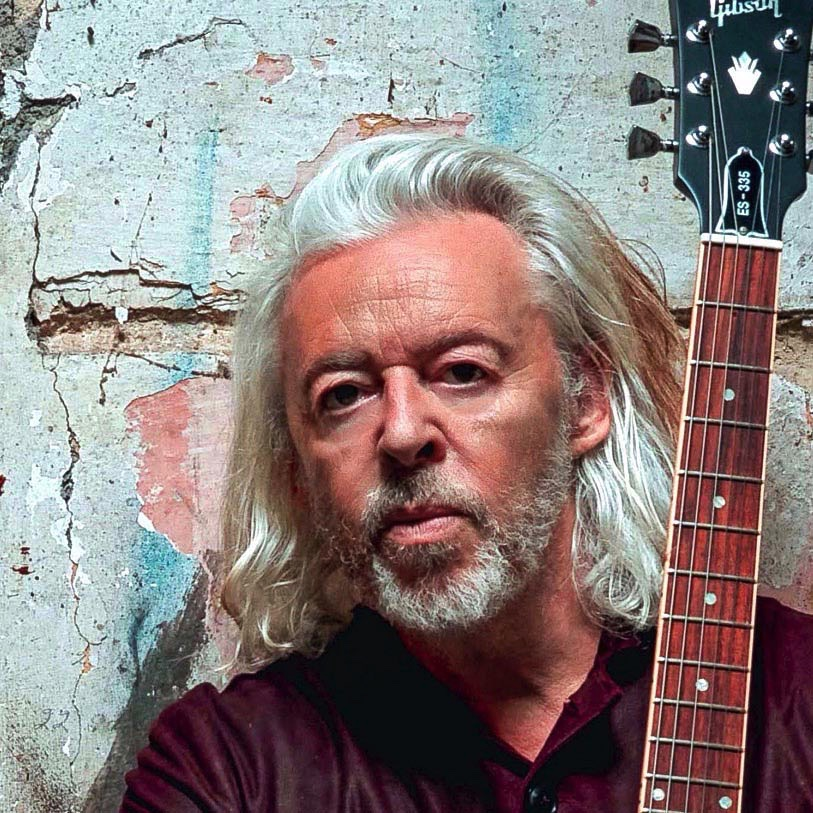
Roland Orzabal (2020)

Roland Jaime Orzabal de la Quintana (* 22. August 1961 in Portsmouth, Grafschaft Hampshire, England) ist ein britischer Sänger, Komponist und Produzent. Seine größten Erfolge feierte er in den 1980er Jahren mit seiner Band Tears for Fears.

## Leben
Roland Orzabal wuchs in Bath als mittleres von drei Geschwistern auf. Seine Mutter ist Engländerin, sein Vater Franzose mit spanischen Wurzeln. Roland Orzabal sollte ursprünglich den Namen Raoul tragen, bevor seine Mutter sich zwei Wochen nach der Geburt für Roland entschied.
Orzabal war 35 Jahre bis zu ihrem Tod mit seiner Frau Caroline verheiratet, die am 7. Juli 2017 starb. Aus der Ehe entstammen zwei Kinder, Pascal und Raoul. 

## Musikalischer Werdegang
Roland Orzabal spielte zusammen mit seinem Freund Curt Smith Ende der 1970er Jahre in einer Formation namens Graduate. Da beide mit der Situation in der Band unzufrieden waren, gründeten sie 1981 zusammen mit Ian Stanley und Emmanuel „Manny“ Elias Tears For Fears.
Nach drei Alben und großem weltweiten Erfolg verließ Smith die Band 1990, um solo weiterzuarbeiten. Als letztes verbliebenes Bandmitglied spielte Roland Orzabal die beiden nächsten Alben allein ein, bevor 2001 mit Tomcats Screaming Outside sein erstes „richtiges“ Soloalbum unter eigenem Namen erschien, in dem er auch zeitgenössische elektronische Musik verarbeitete.
Neben seiner Bandtätigkeit war Orzabal zudem als Produzent aktiv, z. B. für Oleta Adams, die u. a. bei den vom Tears-for-Fears-Album The Seeds of Love stammenden Titeln Woman in Chains und Badman’s Song zu hören ist. 1999 produzierte Orzabal das Album Love in the Time of Science von Emilíana Torrini, für das er gemeinsam mit Alan Griffith auch zwei Lieder schrieb. Herausgegeben wurde es von One Little Indian Records, Björks Plattenfirma.
Im Jahr 2000 kam es zur Versöhnung mit Curt Smith und infolgedessen 2004 zum ersten Tears-for-Fears-Album seit 1995. Seitdem gehen beide in unregelmäßigen Abständen wieder gemeinsam auf Tournee.

## Diskografie
Für Werke seiner Band siehe Tears for Fears/Diskografie und Liste der Lieder von Tears for Fears.

### Alben
- 2001: Tomcats Screaming Outside

### Singles
- 2001: Low Life
- 2001: For the Love of Cain (limitierte Auflage, Vertrieb nur über offizielle Website)